# Lepidocyrtus heterophthalmus
Lepidocyrtus heterophthalmus är en urinsektsart som beskrevs av Carpenter 1904. Lepidocyrtus heterophthalmus ingår i släktet Lepidocyrtus och familjen brokhoppstjärtar. Inga underarter finns listade i Catalogue of Life.